# Anisodes prunellaria
Anisodes prunellaria är en fjärilsart som beskrevs av Herrich-Schäffer 1858. Anisodes prunellaria ingår i släktet Anisodes och familjen mätare. Inga underarter finns listade i Catalogue of Life.